# Cham Bolbol
Cham Bolbol (persiska: تَنگِ بيريم, چم بلبل) är en ort i Iran.   Den ligger i provinsen Kohgiluyeh och Buyer Ahmad, i den centrala delen av landet, 600 km söder om huvudstaden Teheran. Cham Bolbol ligger 751 meter över havet och antalet invånare är 203.
Terrängen runt Cham Bolbol är huvudsakligen lite kuperad. Cham Bolbol ligger nere i en dal. Runt Cham Bolbol är det ganska glesbefolkat, med 24 invånare per kvadratkilometer. Närmaste större samhälle är Bāsht, 9,3 km nordväst om Cham Bolbol. Omgivningarna runt Cham Bolbol är i huvudsak ett öppet busklandskap.